# Mordellistena robusticollis
Mordellistena robusticollis es una especie de coleóptero de la familia Mordellidae.

## Distribución geográfica
Habita en Madagascar.